# نیکسار
نیکسار (به ترکی استانبولی: Niksar) شهری است در کشور ترکیه که در استان توکات واقع شده‌است. جمعیت این شهر بر اساس سرشماری سال ۲۰۰۸ میلادی ۳۲٬۶۷۵ نفر و بر اساس برآوردهای سال ۲۰۰۹ میلادی ۳۱٬۰۸۸ نفر می‌باشد.